# 横浜市立鴨志田緑小学校
横浜市立鴨志田緑小学校（よこはましりつ かもしだみどりしょうがっこう）は、神奈川県横浜市青葉区鴨志田町にある公立小学校。

## 沿革
出典
- 1984年（昭和59年）
  - 4月 - 学校開校。
  - 時期不明 - 校歌と校章の制定。
- 1985年（昭和60年） - 開校記念日制定。校旗の制定。
- 1987年（昭和62年） - 鳴きがもの門制定。
- 1988年（昭和63年） - 創立5周年記念。
- 1991年（平成3年） - 30種類の木植樹。
- 1992年（平成4年） - 飼育小屋設置。
- 1993年（平成5年） - 創立10周年祝賀会。
- 1996年（平成8年） - はまっ子ふれあいスクール開始。
- 1997年（平成9年） - かもちゃんランド設置。
- 1998年（平成10年） - かもの子農園開始。
- 2003年（平成15年） - 創立20周年記念事業式典挙行し、祝賀会開催。
- 2004年（平成16年） - 2学期制開始。
- 2008年（平成20年） - ネットデイ事業の一環として、全教室にLANコンセントを設置。
- 2009年（平成21年） - スロープ最上部安全防護柵設置。
- 2010年（平成22年） - 東門防犯カメラ設置。
- 2011年（平成23年） - 東側防砂ネット設置。地域交流室整備。
- 2012年（平成24年） - 普通教室にエアコン整備。
- 2013年（平成25年） - 創立30周年記念事業式典挙行し、祝賀会開催。
- 2014年（平成26年） - 3学期制に復す。

## 学校教育目標
- ふるさとに学び ふるさとで遊び ふるさとを愛する子 ふれあい かがやき 豊かな心

## 通学区域と進学先中学校
出典

### 通学区域
- 青葉区
  - 鴨志田町（1番地、5番地、17番地～21番地、23番地～26番地、87番地、92番地、94番地～101番地、103番地～132番地、144番地～745番地、749番地～757番地、759番地、760番地、780番地～800番地、1143番地、1144番地、1182番地、1187番地、1188番地、1200番地～1254番地、1283番地以降）
  - 寺家町（全域）
  - 成合町（全域）

### 主な進学先中学校
公立中学校に進学する場合
- 横浜市立鴨志田中学校

## 学校周辺
- 鴨志田団地
- 鴨志田公園
  - 遊水地
- 横浜市立鴨志田中学校 - 主な進学先中学校
- 横浜鴨志田郵便局

## アクセス
- 東急バス「青30」・「青31」・「市43」の各系統で、「団地中央」バス停下車。
- 東急電鉄田園都市線青葉台駅から、上述の東急バス「青30」・「青31」の各系統に乗車し、「団地中央」バス停下車。
- 東急電鉄田園都市線市が尾駅・JR東日本横浜線中山駅から、上述の東急バス「市43」系統のバスに乗車し、「団地中央」バス停下車。